# St. Ursus (Klosterbeuren)

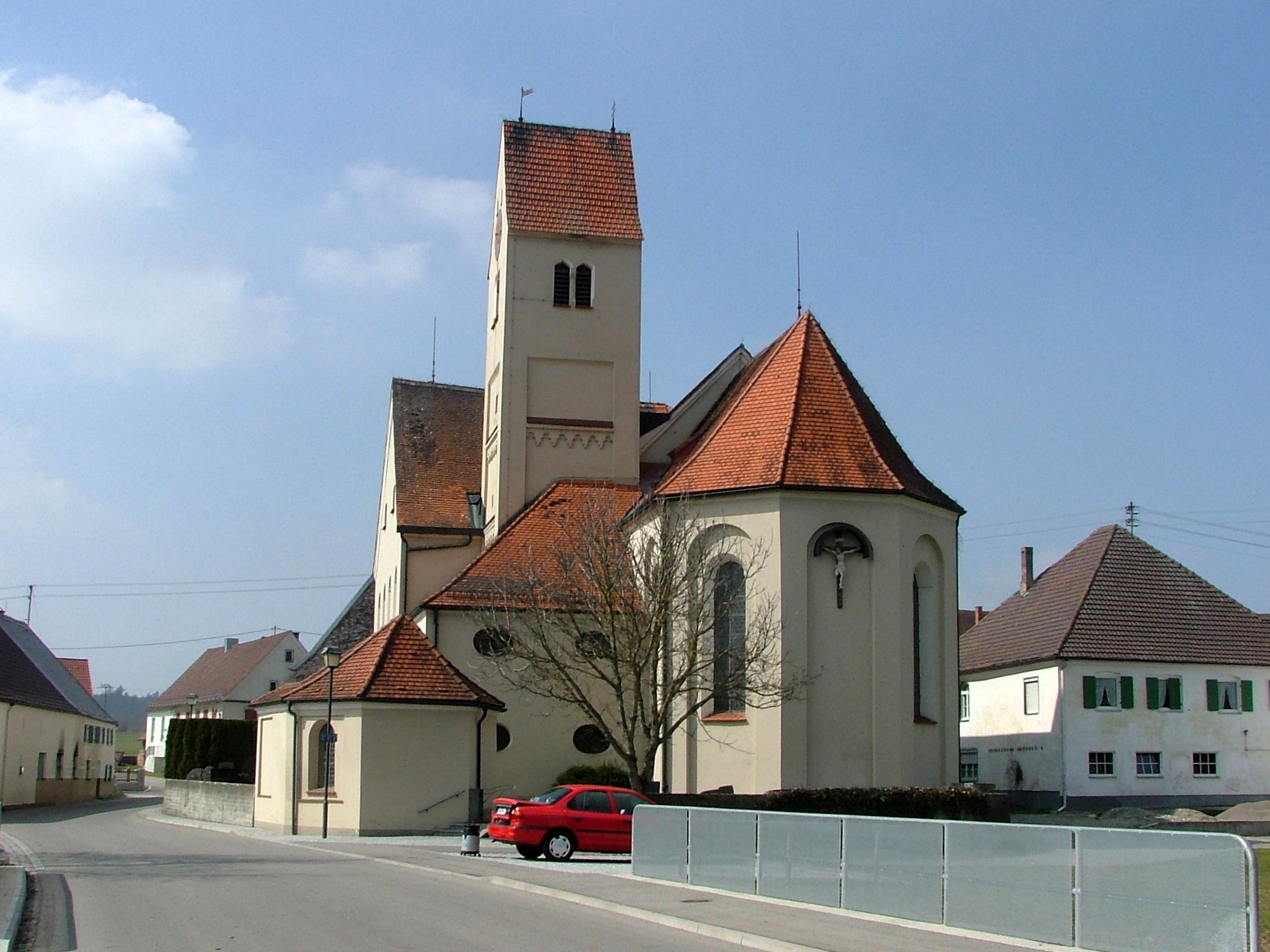
St. Ursus in Klosterbeuren

Die katholische Pfarrkirche St. Ursus befindet sich in Klosterbeuren, einem Ortsteil von Babenhausen im Landkreis Unterallgäu in Bayern. Die Kirche steht unter Denkmalschutz.

## Geschichte
Die Kirche St. Ursus war ursprünglich eine Klosterkirche der Franziskanerinnen und dem heiligen Franziskus geweiht. Das Kloster wurde im Jahr 1273 gegründet. Die ältesten Baubestandteile der Kirche sind der Kirchturm und der Kern des Chors. Beide stammen vermutlich aus dem zweiten Viertel des 15. Jahrhunderts. Zu dieser Zeit befand sich an dieser Stelle eine einschiffige polygonal geschlossene Kirche. Eine Hl.-Blut-Reliquie wurde im Jahr 1671 erworben. Das Kloster hatte bereits ab 1499 die Ortsherrschaft sowie die niedere Gerichtsbarkeit inne. Anfang des 18. Jahrhunderts fand eine Umgestaltung des Chors sowie des Langhauses statt. Letzteres wurde verbreitert und mit der südlichen Abseite neu errichtet. Ulrich Fendt baute die Kirche in den Jahren 1740/1741 erneut um. Während dieses Umbaues wurde der Chor erhöht, die Decke im Langhaus erneuert und der Winterchor erweitert. Im Jahr 1803 wurde das Kloster säkularisiert und zwei Jahre später, 1805, die Klosterkirche zur Pfarrkirche umgewidmet. Die Klostergebäude wurden 1828 größtenteils abgerissen. Lediglich ein kleiner Teil des ehemaligen Westtraktes befindet sich im Haus nördlich der Kirche. In diesem befinden sich im Obergeschoss Stuckaturen aus dem 17. Jahrhundert. Franz Xaver Deutschenbaur verkürzte 1869 die Nonnenempore an der Westseite der Kirche.

## Baubeschreibung
Das Kirchengebäude wirkt durch die aus dem 18. Jahrhundert stammenden Annexe auf der Südseite sehr verschachtelt. Auf der Südseite befindet sich der gotische Satteldachturm. Der von den Annexen eingeschlossene Kirchturm dringt dabei in das transeptartige Seitenschiff ein. Ebenfalls auf der Südseite unmittelbar neben dem Kirchturm befindet sich die Sakristei. Der Chor ist außen durch schlanke Korbbogenblenden gegliedert. Das Langhaus ist mit einer Flachdecke versehen. Die ursprüngliche Breite des Langhauses, das im 18. Jahrhundert verbreitert wurde, ist noch durch die vorspringende Turmwand an der Südostecke angedeutet. Unter dem südlichen Seitenschiff befindet sich die ehemalige Gruft der Franziskanerinnen. Das Seitenschiff ist durch drei Arkaden mit dem Hauptschiff verbunden. Im Obergeschoss des Seitenschiffes befindet sich der Winterchor. Der Chor ist dreiseitig geschlossen und leicht eingezogen. Ein neuromanisches Oratorium von 1869 befindet sich an der Südseite des Chors.

## Ausstattung

### Altäre
Der Hochaltar wurde 1769 von Johann Bergmüller dem Jüngeren geschaffen. Die geschnitzte Pietà auf dem Tabernakel stammt aus der Mitte des 15. Jahrhunderts. Um das Jahr 1600 wurden die Tafelbilder auf der Rückseite des Tabernakels geschaffen. Auf den Tafelbildern sind links vermutlich die hl. Elisabeth und rechts der hl. Konrad von Marburg dargestellt. Das Gemälde mit der Glorie des hl. Ursus stammt aus dem Jahr 1803 von Konrad Huber. Die Figuren rechts und links des Hauptaltares stellen die hl. Elisabeth und die hl. Klara dar. Im Auszug befindet sich ein Herz Jesu aus dem Ende des 18. Jahrhunderts.
Beide Seitenaltäre stammen aus der Mitte des 18. Jahrhunderts. Beide Gemälde der Seitenaltäre wurden von Frang Georg Hermann 1740 geschaffen. Der linke Seitenaltar zeigt im Altarbild den hl. Michael, wie dieser Luzifer stürzt. Seitlich befinden sich Figuren des hl. Florian und des hl. Sebastian. Im Auszug befindet sich eine Darstellung des hl. Franz Borgia, darüber befindet sich eine Figur des hl. Joseph. Der hl. Antonius von Padua ist im Altarbild des rechten Seitenaltares zu sehen. Flankiert wird dieses von den Figuren der hl. Barbara und der hl. Katharina. Das Auszugsbild darüber stellt Ignatius von Loyola dar. Über diesem befindet sich eine Figur Johannes von Nepomuks.

### Seitenschiff
Der Altar des Seitenschiffes stammt aus dem dritten Viertel des 18. Jahrhunderts. Im Tabernakel des Seitenschiffes wird die Hl.-Blut-Reliquie aufbewahrt. Auf der Tabernakeltür befindet sich eine aufgemalte Monstranz, darüber ein kleines Holzkruzifix aus dem 15. Jahrhundert. Die Reliquien der hl. Constantia in besticktem Ornat befinden sich in einem Schrein des konvexen Altaraufbaues. Rechts und links davon befinden sich Figuren des hl. Franziskus und der hl. Elisabeth. Von Konrad Huber stammt das Altarbild mit der Darstellung der Hl. Familie von 1805.

### Kanzel
Die mit üppigem Rocailledekor verzierte Kanzel stammt aus der Mitte des 18. Jahrhunderts.

### Figuren
Die Figuren der Apostel stammen von 1740. Das Kruzifix aus der sich unter der Empore befindlichen Kreuzigungsgruppe ist von 1700. Die Figuren der Maria und des Johannes stammen aus dem späten 17. Jahrhundert. Die Kreuze der Schächer sind aus der zweiten Hälfte des 17. Jahrhunderts.

### Winterchor
Über dem Westteil des Seitenschiffes befindet sich der Winterchor. Dieser 1741 reich ausgestaltete längsrechteckige Raum besteht aus drei Achsen. Die Spiegeldecke im Winterchor befindet sich über einer Pilastergliederung. Im Winterchor mit seinen abgerundeten Ecken befindet sich Rokokostuck. Die Fresken stammen von Franz Georg Hermann und zeigen Mariä Himmelfahrt sowie in den Zwickeln die Heiligen Antonius von Padua, Benedikt, Dominikus und Franziskus. Das Altarbild des Winterchores, ebenfalls von Franz Georg Hermann geschaffen, zeigt die Immaculata sowie im Auszug den hl. Joseph. Rundbogige Türen befinden sich seitlich des Altares. Über den von Pilastern eingerahmten Türen befinden sich kleine Silberreliefs mit Darstellungen des hl. Petrus von Alcantara und des Johannes von Nepomuk. Vermutlich ebenfalls von Franz Georg Hermann stammen die Ölbilder. Diese zeigen das Opfer Abrahams, den hl. Franziskus sowie Christus mit der Samariterin am Jakobsbrunnen.

### Weitere Ausstattung
Das Chorgestühl wurde um 1620/1630 im Knorpelstil ausgeführt. Sowohl das Gestühl an der Westwand als auch das Gestühl auf der Empore stammt aus dem zweiten Viertel des 18. Jahrhunderts. Eine Holztafel in der Kirche trägt die Namen der verstorbenen Nonnen aus den Jahren 1414 bis 1835.